# Theseus

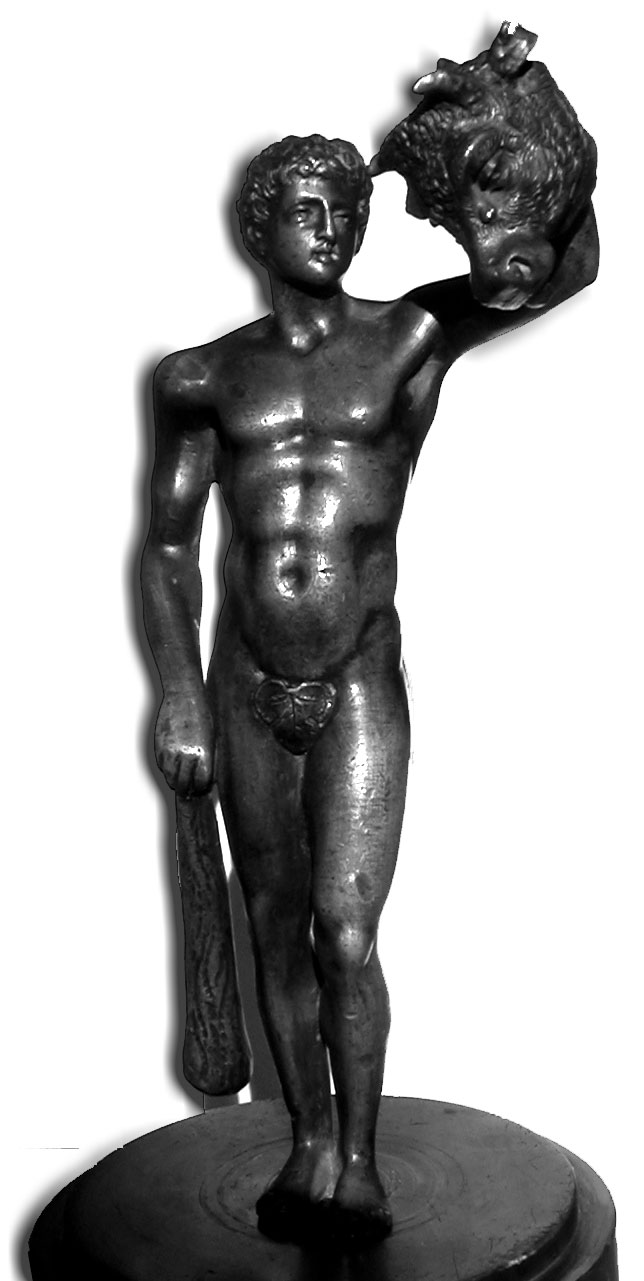
Theseus mit dem Kopf des Minotaurus – Bronze vor 1800

Theseus (mykenisch te-se-u, altgriechisch Θησεύς Thēseús, neugriechisch Θησέας Thiséas) war ein legendärer König von Athen, Sohn des Königs Aigeus oder des Meeresgottes Poseidon und der Aithra. Er ist einer der berühmtesten Helden der griechischen Mythologie.
In Troizen aufgewachsen, machte er sich im Jünglingsalter auf den Weg nach Athen und tötete unterwegs mehrere Unholde wie Periphetes und Prokrustes. Nach seiner Ankunft in Athen entging er einem Giftanschlag seiner Stiefmutter Medea und wurde von Aigeus offiziell als Sohn und Nachfolger anerkannt. Dann fuhr er nach Kreta und machte dem Menschenopfer von athenischen Kindern als Tribut für den König Minos durch die Tötung des Minotaurus ein Ende. Daraufhin übernahm er nach dem Tod seines Vaters die Herrschaft. In der Parischen Chronik ist der Beginn seiner mythischen Königsherrschaft in Athen für 1259/58 v. Chr. angegeben. Er soll die verstreut siedelnden Bewohner Attikas in einer Stadt, Athen, vereinigt haben und trotz seiner monarchischen Stellung Wegbereiter der athenischen Demokratie gewesen sein. Zu seinen späteren Taten gehören u. a. seine Kämpfe gegen die Amazonen, die Teilnahme am Kampf der Lapithen gegen die Kentauren (Kentauromachie) während der Hochzeit des Peirithoos, die Entführung der Helena aus Sparta und der missglückte Raub der Persephone aus der Unterwelt. Von Menestheus, der in Attika die Macht an sich gerissen hatte, vertrieben begab sich Theseus nach Skyros, wo er von Lykomedes getötet wurde. Seine Nachkommen werden als Thesiden bezeichnet.
Die Elemente der Theseus-Sage reichen bis in die minoisch-mykenische Zeit zurück. Seit dem späteren 6. Jahrhundert v. Chr. wurde er als vorbildlicher König zum attischen Nationalhelden erhoben. Sein Kult war besonders zu Beginn des 5. Jahrhunderts v. Chr. populär, blieb aber auf Athen beschränkt und erreichte nicht die Ausmaße von jenem des Herakles. Kimon ließ die angeblichen Gebeine des Theseus 476/475 v. Chr. von Skyros nach Athen überführen und im Theseion beisetzen.

## Datierung
In der Liste der mythischen Könige von Attika wurde Theseus von antiken griechischen Geschichtsschreibern als zehnter dieser Herrscher gezählt. Bereits Herodot reihte Theseus als Nachfolger seines Vaters Aigeus in die attische Königsliste ein. Er soll im 13. Jahrhundert v. Chr. gelebt und als jüngerer Zeitgenosse des Herakles der Generation vor dem Trojanischen Krieg angehört haben. Platon betrachtete ihn als Begründer des noch zu seiner Zeit bestehenden attischen Reichs. Die genauen Jahresdaten von Theseus’ Regierungszeit wurden von antiken Chronisten leicht abweichend angegeben. Nach der Parischen Chronik soll er von 1259/58 bis 1231/30 v. Chr. regiert haben.

## Sage

### Zeugung
Als der athenische König Aigeus kinderlos blieb, ging er nach Delphi, um das Orakel zu befragen. Er erhielt als Orakelspruch, dass er „das vorstehende Ende eines Weinschlauchs nicht lösen“, d. h. sich nicht betrinken solle, bis er nach Athen zurückgekehrt sei. Da Aigeus die Weissagung nicht verstand, begab er sich nach Troizen zu dem weisen König Pittheus. Dieser verstand den Orakelspruch und brachte Aigeus dazu, mit einem Mädchen zu schlafen – vermutlich, indem er ihn betrunken machte. Später erfuhr Aigeus, dass das Mädchen Aithra war, die Tochter von Pittheus. Da Aigeus glaubte, dass sie von ihm schwanger sei, versteckte er ein Schwert und ein Paar Sandalen unter einem schweren Stein. Sollte Aithra ein Sohn geboren werden, so solle dieser, wenn er stark genug sei, den Stein zur Seite rollen und mit den deponierten Dingen zu ihm nach Athen kommen. Daraufhin verließ Aigeus Troizen.

### Kindheit
Aithra war tatsächlich schwanger und gebar einen Sohn. Ob dieser gleich den Namen Theseus erhielt und was er bedeutete, wurde verschieden berichtet. Die, die behaupteten, dass er gleich nach der Geburt so genannt wurde, sagten, der Name leite sich von Thesauros (altgriechisch θησαυρός thēsaurós, deutsch ‚Aufbewahrungsort‘) her und beziehe sich auf die hinterlegten Dinge. Andere sagten, dass er den Namen erst, als er von Aigeus als sein Sohn anerkannt wurde, erhielt (altgriechisch θέσις thésis, deutsch ‚Adoption‘). Theseus galt auch als Sohn des Poseidon, und sein Name könnte auf seine göttliche Abstammung (altgriechisch θεός theós, deutsch ‚Gott‘) hinweisen. Er wurde von seinem Großvater Pittheus erzogen, sein Wächter und Lehrer wurde Konnidas. Wer sein wahrer Vater war, wurde von Aithra und Pittheus geheim gehalten. Als Jugendlicher ging Theseus nach Delphi und opferte, wie damals üblich, einen Teil seiner Haare. Deshalb soll ein Platz dort auch Theseia genannt worden sein. Auch die Tonsur, bei der nur das vordere Haar rasiert wurde, wurde nach Theseus Theseïs genannt. In jungen Jahren nahm Theseus am Argonautenzug und an der kalydonischen Jagd teil.

### Der Weg nach Athen
Als Theseus alt genug war, den Stein wegzurollen, den Aigeus bei seiner Geburt an den Strand gelegt hatte, offenbarte ihm Aithra, dass Aigeus sein Vater sei und dass dieser Gegenstände für ihn verborgen habe. Er solle diese als Erkennungszeichen nehmen und über den sicheren Seeweg zu seinem Vater nach Athen reisen. Theseus rollte den Stein zur Seite, nahm Schwert sowie Sandalen und plante, den gefährlichen Landweg zu nehmen. Schließlich hatte er Herakles, seinen Cousin zweiten Grades, zum Vorbild.
Als erstes kam er nach Epidauros und begegnete dem „Keulenträger“ Periphetes. Mit diesem geriet er in Streit und tötete ihn. Die (eiserne) Keule des Periphetes war von nun an seine bevorzugte Waffe und Markenzeichen. Am Isthmus von Korinth traf er auf Sinis, den „Fichtenbeuger“; diesen tötete er, weil auch dieser seine Opfer misshandelt hatte. Perigune, Sinis’ Tochter, rannte zuerst davon, doch als Theseus ihr versprach, sie zu verschonen, kam sie zurück. Mit ihr zeugte er Melanippos. Als Nächstes erwartete den Helden in Krommyon die Wildsau Phaia. Auch diese tötete er ohne Umschweife. An der Grenze zu Megara lauerte der Räuber Skiron den Passanten auf, raubte sie aus und tötete sie. Diesen räumte Theseus ebenfalls aus dem Weg. In Eleusis tötete er Kerkyon. In Erineos bezwang er den Riesen Prokrustes. Bevor er Athen erreichte, ließ er sich am Fluss Kephissos von den Phytalidaiern vom Blutvergießen reinigen.

### Mordversuch an Theseus
Am achten Tag des Monats Kronios, der später Hekatombaion genannt wurde, erreichte Theseus Athen. Medea, die von Korinth nach Athen geflohen war, lebte jetzt mit Aigeus zusammen. Sie wollte mit Hilfe ihrer Zauberkünste Aigeus endlich den Kinderwunsch erfüllen. Da sie die Anwesenheit von Theseus fürchtete, überredete sie den König, ihn zu einem Essen einzuladen, um ihn dann mit dem aus dem Geifer des Kerberos gewonnenen Akonit zu vergiften. Als Theseus jedoch das Schwert verwendete, um damit das Fleisch zu schneiden, erkannte Aigeus es wieder und stieß den Becher mit dem Gift um. Medea gelang es anschließend, in Nebel gehüllt, zu fliehen. Vor der Bürgerversammlung erkannte Aigeus offiziell Theseus als seinen Sohn und Nachfolger an. Die Bürger respektierten ihn wegen seines Heldenmuts.

### Marathonischer Stier
In der Ebene von Marathon trieb der Marathonische Stier sein Unwesen und versetzte die Bewohner der Tetrapolis in Angst und Schrecken. Einst hatte dieser Stier Androgeos getötet. Aigeus hatte Androgeos, einen Sohn des kretischen Königs Minos, ausgesandt, um den Stier zu töten, da dieser zur Strafe, dass Minos ihn nicht geopfert hatte, mit Raserei geschlagen worden war, daher Unheil anrichtete und viele Menschen tötete. Da Androgeos bei dem Versuch, den Stier zu töten, selbst ums Leben kam, musste Athen zur Vergeltung alle neun Jahre sieben Jünglinge und sieben Jungfrauen als Menschenopfer für den Minotauros nach Kreta senden. Theseus fing den Stier ein, führte ihn nach Athen und opferte ihn dem delphischen Apollon.

### Der Kampf gegen den Minotauros

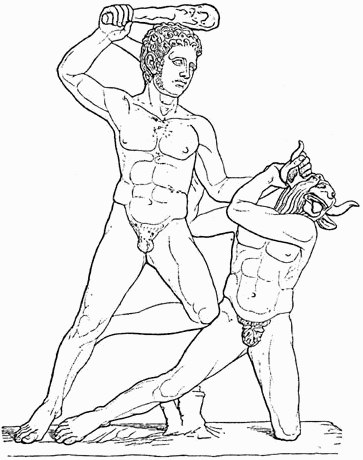
Theseus und Minotauros – Rom, Villa Albani

Als wenig später die Gesandten des kretischen Königs Minos nach Athen kamen, um zum dritten Mal den Tribut von sieben Jünglingen und sieben Jungfrauen aus Athen zu holen, empörten sich die Bürger darüber und Aigeus geriet in Bedrängnis. Theseus meldete sich freiwillig und versprach, diesem Unrecht ein Ende zu setzen, obgleich sein Vater Einwände hatte. Am Prytaneion wurden die Jünglinge und Jungfrauen, die nach Kreta geschickt werden sollten, durch das Los ermittelt. Als sie Apollon geopfert hatten, begaben sie sich an die Küste und opferten Aphrodite Epitragia eine Ziege, die sich sofort in einen Ziegenbock verwandelte. Am sechsten Tag des Monats Munychion stachen sie mit schwarzen Segeln in See. Sollte es Theseus gelingen, die Jugendlichen wieder heil zurückzubringen, so wollte er bei ihrer Rückkehr weiße Segel setzen. Der Steuermann des Schiffs war entweder Phereklos, der Sohn von Amarsyas, oder es waren Nausithoos und Phaiax die Navigatoren.
Nach seiner Ankunft auf Kreta verliebte sich Ariadne, die Tochter des König Minos, in Theseus und half ihm deshalb. Sie gab ihm einen Faden, mit dessen Hilfe er wieder aus dem Labyrinth herausfinden würde, indem er ihn am Eingang befestigt und abspult. Es gelang ihm, den Minotauros zu töten und mit Hilfe des Fadens wieder zum Ausgang zu kommen. Die Athener verließen die Insel gemeinsam mit Ariadne und ihrer jüngeren Schwester Phaidra, der späteren Gemahlin von Theseus, und landeten auf Naxos. Hier trennte er sich von Ariadne, zum einen, weil sie Dionysos im Olymp versprochen worden war, zum anderen, weil Theseus sich in Aigle, die Tochter von Panopeus, verliebt hatte. Ariadne soll von Theseus schwanger gewesen sein und später Oenopion und Staphylos geboren haben. Die Reise wurde nach Delos fortgesetzt. Hier stifteten sie das Bild der Aphrodite, das sie von Ariadne erhalten hatten, und Theseus führte einen Tanz auf, der seinem Weg durch das Labyrinth entsprach. Auf der Weiterfahrt vergaßen sie wegen der großen Freude über ihre Heimkehr, die weißen Segel zu hissen. Als der am Kap Sunion auf die Heimkehrer wartende Aigeus die schwarzen Segel sah, dachte er, sein Sohn sei gefallen, und stürzte sich ins Meer, das nach ihm das Ägäische benannt wurde. Als Theseus in Athen ankam, wurde er mit viel Freude begrüßt, und nachdem er seinen Vater begraben hatte, übernahm er die Herrschaft über die Stadt.

### Theseus’ Reformen
Pallas und seine Söhne wollten die Situation nutzen, um die Regierung an sich zu reißen. Sie teilten sich in zwei Gruppen – eine marschierte von Sphettos offen gegen die Stadt, während sich die andere bei Gargettos versteckte, um Theseus von der Seite überraschend anzugreifen. Der Bote Leos jedoch verriet Theseus den Plan. Dieser attackierte die im Hinterhalt liegenden Truppen und tötete alle. Der Rest von Pallas’ Armee floh.
Nachdem Theseus seine Herrschaft gefestigt hatte, gestaltete er die Regierung von Attika um. Er überzeugte die umliegenden zwölf Gemeinden, ihre eigene Verwaltung aufzugeben, um alle gemeinsam aus der Hauptstadt Athen zu regieren (Synoikismos des Theseus). Dafür baute er ein Rathaus und ein Verwaltungsgebäude in Athen und stiftete die Panathenäischen und Isthmischen Spiele. Die Vereinigung selbst wurde mit den Synoikia am 16. Hekatombaion gefeiert. Theseus selbst wollte nur noch als Heerführer und Wächter über die Gesetze dienen. Die Regierungsgeschäfte sollten die Bürger übernehmen. Theseus teilte die Bürger in drei Gruppen ein: den Adel, die Bauern und die Handwerker. Der Adel sollte für religiöse Fragen und die Gesetze zuständig sein und den Magistrat stellen. Theseus soll auch Münzen mit dem Abbild eines Stieres geprägt haben. Neben seiner weisen Herrschaft soll er sich auch durch weitere kühne Heldentaten ausgezeichnet haben.

### Amazonen
Theseus zog mit Herakles gegen die Amazonen. Nach anderen Überlieferungen soll er eine eigene Expedition in ihr Land am Schwarzen Meer unternommen haben. Ob es zu Kampfhandlungen mit den Amazonen kam oder es nur ein friedliches Treffen gab, wird unterschiedlich überliefert. Jedenfalls verliebte sich Theseus in Antiope oder deren Schwester oder Mutter Hippolyte. Solois, einer von drei Brüdern, die Theseus begleiteten, verliebte sich ebenfalls in Antiope. Da diese Liebe unerwidert blieb, tötete er sich selbst, indem er sich in einen Fluss stürzte. Als Theseus dies erfuhr, erinnerte er sich an einen Orakelspruch, den er einst erhalten hatte: Er solle eine Stadt gründen, wenn er ein schlimmes Leid erfahren würde. So gründete er die Stadt Pythopolis am Askaniossee, übergab sie Euneos und Thoas, den Brüdern des Solois, und ließ Hermus und andere Gefolgsleute zurück. Den Fluss nannte er nach dem Toten Solois.
Theseus entführte Antiope/Hippolyte nach Athen, heiratete sie und zeugte mit ihr Hippolytos. Die Amazonen verfolgten den Entführer über den Landweg und belagerten die Stadt. Zunächst belauerten sich die Gegner, und erst, nachdem Theseus Phobos, dem Daimon der Angst, geopfert hatte, kam es zum Kampf. Die Kampfhandlungen dauerten drei Monate an. Schließlich kam es durch Vermittlung von Theseus’ Gattin zum Waffenstillstand. Nach anderer Überlieferung war Antiope/Hippolyte jedoch an Theseus’ Seite kämpfend gefallen. Später heiratete Theseus Phaidra, die jüngere Schwester der Ariadne. Eine Version der Geschichte besagt, dass er vorher Antiope/Hippolyte verstoßen hätte und deshalb die Amazonen bewaffnet auf der Hochzeitsfeier erschienen seien. Sie wurden jedoch alle getötet, und Antiope/Hippolyte starb durch die Hand von Herakles. Die weitere Variante besagt, dass Antiope/Hippolyte schon gestorben war, als Theseus Phaidra heiratete. Phaidra wiederum starb durch Selbstmord, nachdem sie ihren Stiefsohn Hippolytos vergeblich begehrt hatte.

### Kampf der Kentauren

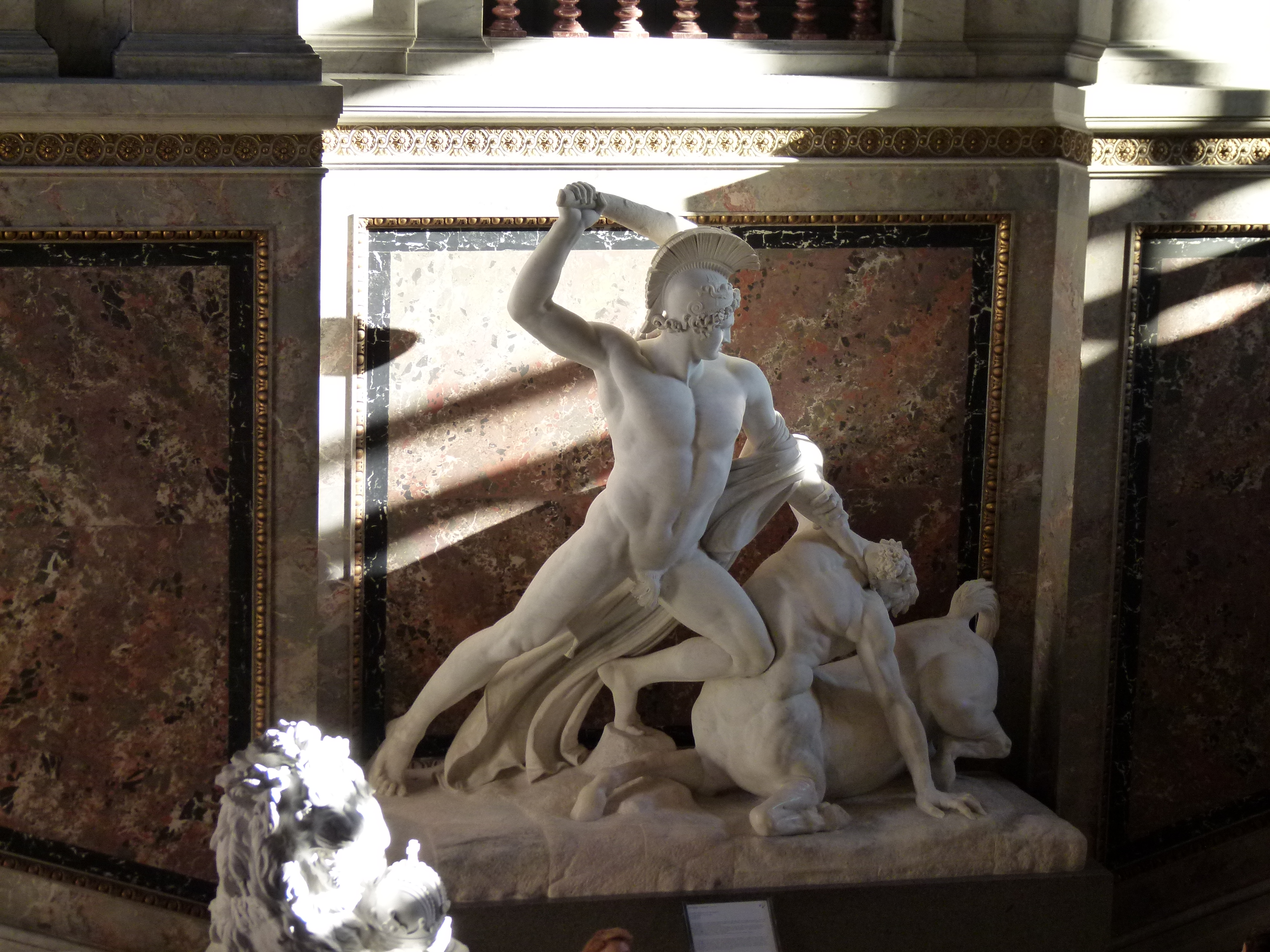
Theseus besiegt den Centauren von Antonio Canova – Wien, Kunsthistorisches Museum

Der Lapithenkönig Peirithoos wollte Theseus’ Mut und Stärke auf die Probe stellen und entführte deshalb dessen Rinder aus Marathon. Als Theseus ihm bewaffnet gegenübertrat, waren beide über des anderen Schönheit und Kühnheit verwundert. Sie legten die Waffen nieder, und Theseus sah von einer Bestrafung ab. Stattdessen reichte er Peirithoos die Hand. Sie waren von nun an Freunde und Kampfgefährten.
Als Peirithoos Hippodameia heiratete, waren auch Kentauren unter den Gästen. Als diese Wein tranken, die Frauen belästigten und auch die Braut entführen wollten, kam es zum Kampf zwischen Lapithen und Kentauren. Theseus, der auch dort war, half seinem Freund, und so wurden alle Kentauren getötet. Anschließend feierten sie ein großes Fest. Dieser auch Kentauromachie genannte Kampf wurde in der Antike oft dargestellt, zum Beispiel am Parthenon.

### Raub der Helena
Als Theseus 50 Jahre alt war, kam er zusammen mit Peirithoos nach Sparta und entführte die damals zwölfjährige Helena aus dem Tempel der Artemis Orthia. Als sie ihren Verfolgern entkommen waren, losten sie darum, wer sie heiraten dürfe, und Theseus gewann. Da sie noch nicht im heiratsfähigen Alter war, brachte Theseus sie zunächst nach Aphidnai und gab sie in die Obhut seiner Mutter Aithra. Eine andere Version der Geschichte besagt, dass Idas und Lynkeus Helena entführten und sie Theseus anvertrauten.
Nun wünschte Peirithoos Persephone, die Gattin des Hades, zu heiraten. Deshalb begleitete Theseus ihn nach Eleusis, wo sich das Tor zur Unterwelt befand. Hades empfing sie und bat die beiden zunächst, auf einem Thron Platz zu nehmen. Doch sobald sie saßen, wurden sie von Schlangenarmen festgehalten. Herakles stieg in die Unterwelt herab und befreite Theseus – Peirithoos blieb zurück.
Menestheus, der Sohn des Peteos, nutzte Theseus’ Abwesenheit aus und bemächtigte sich der Regierung über Attika. Die Dioskuren, die Brüder von Helena, kamen zu ihm und forderten die Herausgabe ihrer Schwester. Da Menestheus deren Aufenthaltsort nicht kannte, verwüsteten die Zwillinge das Land. Schließlich verriet nach einer Version des Plutarch Akademos das Versteck, um weiteren Schaden abzuwenden. Nach einer Version des Herodot haben die Dioskuren den Aufenthaltsort der Helena von den Dekeleiern erfahren. Die Brüder eroberten Aphidnai im Sturm, befreiten Helena und nahmen ihrerseits Aithra gefangen. Helena soll von Theseus schwanger gewesen sein und entweder schon in Aphidnai oder später in Argos Iphigenie, die eigentlich als Tochter von Agamemnon und der Klytämnestra gilt, geboren haben. Helena soll Iphigenie an Klytämnestra weitergegeben haben, da diese bereits verheiratet war.

### Theseus’ Tod
Nach seiner Befreiung aus der Unterwelt und Rückkehr nach Athen musste Theseus die Stadt bald wieder verlassen. Die Gründe für seine rasche Abreise werden in den verschiedenen Sagenvarianten recht unterschiedlich berichtet. Laut einem erhaltenen Fragment des Theophrast wurde er als Erster gemäß dem von ihm selbst eingeführten Ostrakismos aus Athen verbannt. Die Initiative hierzu sei von einem Lykos ausgegangen. Der Anlass für den allgemeinen Missmut gegen ihn war laut unterschiedlichen Überlieferungen u. a. entweder die Angst, dass Theseus die Tyrannis anstrebe, oder der Ärger über die Tötung des Pallas und seiner Söhne durch Theseus oder über den Untergang des Hippolytos. Laut der Bibliotheke des Apollodor vertrieb Menestheus, der sich inzwischen in Attika der Herrschaft bemächtigt hatte, Theseus wieder. Pausanias führt dazu aus, dass Menestheus das Volk durch Gunsterweise so für sich eingenommen hatte, dass Theseus nach seiner überraschenden Rückkehr wieder verjagt wurde. Nach der auf den Atthidographen Philochoros zurückgehenden Erzählung des Biographen Plutarch konnte Theseus nach seiner Ankunft in Athen wieder die Regierung übernehmen, sah sich aber mit einer starken Gegnerpartei – die wohl von Menestheus angeführt wurde – und einem widerspenstigen Demos konfrontiert. Schließlich stand er davon ab, seine geplanten Regierungsmaßnahmen gewaltsam zu forcieren, reiste nach Gargettos ab und verfluchte seine Landsleute.
Laut Pausanias nahm Theseus nun Kurs auf Kreta, wo damals Deukalion herrschte. Er wurde aber durch Winde abgetrieben und musste auf der Insel Skyros landen. Die Einwohner empfingen ihn aufgrund seiner vornehmen Abstammung und seiner früheren Heldentaten derart überschwänglich, dass der dort regierende König Lykomedes ihn aus Angst und Neid auf seinen Ruhm umbringen ließ. Aristoteles und Plutarch überliefern hingegen, dass Theseus direkt nach Skyros segelte, wo er die von seinem Vater ererbten Güter bewirtschaften wollte. Manche antike Autoren berichteten, dass Theseus Lykomedes auch um Unterstützung gegen die Athener zu ersuchen beabsichtigte. Lykomedes begrüßte ihn zum Schein ehrenvoll, hatte aber nach Aristoteles Angst, dass sein Gast nach der Übernahme der Herrschaft über die Insel strebte, nach Plutarch eventuell auch das Verlangen, Menestheus einen Gefallen zu erweisen. Einer anderen Sagenversion zufolge war es tatsächlich Theseus’ Absicht, auf Skyros die Macht zu ergreifen. Lykomedes führte Theseus unter dem Vorwand, ihm seine Ländereien zeigen zu wollen, auf eine in Ufernähe gelegene Anhöhe und stieß ihn von einer Klippe in den Abgrund. Eine andere Tradition lässt ihn dagegen beim Spaziergang ausrutschen und somit ohne Fremdverschulden zu Tode stürzen.
Das mittelalterliche byzantinische Lexikon Suda berichtet nach einer mythographischen Tradition, dass eine Pest oder Hungersnot die Athener unmittelbar nach Theseus’ Ableben heimsuchte. Gemäß einem Orakelspruch mussten sie das Unrecht, in das sie sich durch seine Verjagung gesetzt hatten, durch die Tötung des Lykomedes und die Überführung von Theseus’ Gebeinen nach Athen sühnen. Auch die vom griechisch-sizilischen Geschichtsschreiber Diodor berichtete Reue der Athener über ihr Verhalten gegenüber Theseus deutet auf eine baldige Heimholung der sterblichen Überreste des verblichenen Helden hin. Nach glaubwürdigerer Überlieferung besserer Quellen (Aristoteles, Ephoros, Philochoros, Plutarch) fand die Überführung von Theseus’ angeblichen Gebeinen aber erst Jahrhunderte später in historisch fassbarer Zeit bald nach den Perserkriegen während der Amtszeit des Archonten Phaidon (476/75 v. Chr.) statt. Anlass war eine angebliche Erscheinung des Theseus, die viele Angehörige des attischen Heers während der Schlacht bei Marathon (490 v. Chr.) gesehen hätten. Demnach wäre er in voller Rüstung gegen die Perser vorangestürmt und hätte die Athener zum Sieg geführt. Die Priesterin Pythia des Orakels von Delphi erteilte den Athenern auf deren Anfrage den Auftrag, Theseus’ Überreste zu holen und in Athen ehrenvoll beizusetzen. Kimon eroberte Skyros und fand die rechte Stelle – einen Grabhügel – angeblich durch das Erscheinen eines Adlers, der sich darauf niedergelassen hatte und mit seinen Krallen scharrte. Im wohl vorgeschichtlichen Grab entdeckte Kimon einen Sarg für ein übergroßes Skelett. Daneben lagen ein Bronzespeer und ein Schwert. Da mythischen Helden eine gewaltige Statur zugeschrieben wurde, mochte der Feldherr geglaubt haben, sich tatsächlich im Besitz der Überreste des Theseus zu befinden. Nach der Überführung der Gebeine nach Athen wurden sie im Theseion erneut bestattet.

## Bedeutung
Der halbgöttliche Heros Theseus war der ionische (speziell athenische) Hauptheld, den seine Verehrer zu gleichem Glanz wie die Dorer den Herakles zu erheben versuchten, und war insbesondere Repräsentant des volkstümlichen Königtums. Ihm wurde in Athen ein prachtvoller Tempel errichtet. Noch jetzt führt ein bis ins 19. Jahrhundert als christliche Kirche dem Heiligen Georg geweihter, dann als Museum benutzter, kunstgeschichtlich höchst bedeutsamer Tempel in Athen – der Tempel des Hephaistos – den Namen Theseion, wenn auch zu Unrecht.
Die Darstellung des Theseus auf Kunstwerken ähnelt oft sehr der des Herakles, nur wird er stets jugendlich dargestellt, er ist in seiner ganzen Erscheinung schlanker, und die Keule ist weniger wuchtig als die von Herakles. Besonders auf attischen Monumenten (Metopen und Fries des Hephaistostempels in Athen) sind seine Taten oft dargestellt worden.
In einigen Elementen der Sage glaubt eine Reihe von Historikern zudem eine vage Erinnerung an historische Vorgänge erkennen zu können: Dass Athen von Kreta abhängig gewesen sei, dem Minotaurus Menschenopfer habe darbringen müssen und sich dann dank Theseus von der kretischen Vorherrschaft habe befreien können, könnte eventuell auf die Ablösung der minoischen Dominanz im Agäisraum (um 1500 v. Chr.) durch die mykenischen Griechen hinweisen. Gewiss ist dies aber nicht, da die historische Auswertung mündlich überlieferter Sagen stets sehr problematisch ist.

## Archäologischer Befund
Zum Grab 1 an der Akropolis Maghoula in der Region Troizen bei Galatas stellte die Archäologin Eleni Konsolaki 2006 die Hypothese auf, es könnte sich um das Grab von Theseus handeln. Pausanias habe dort den Geburtsort und das Grab des Theseus besucht und deshalb gezielt in der von Pausanias genannten Gegend gesucht. Tatsächlich lokalisierte Pausanias nur den Geburtsort in Troizen, während er das Grab in Athen beschrieb. In der Region liegt Methana, ein mykenisches Heiligtum aus der gleichen Zeit.
Dass Theseus’ Gebeine im Tempel des Hephaistos zu Athen liegen (daher auch Theseion genannt), war eine Legende byzantinischer Zeit.

## Literarische Bearbeitungen
- Jakob Ayrer schrieb die 1618 veröffentlichte Tragedia Thesei.
- Ernst Bacmeisters Tragödie Theseus erschien 1940.
- André Gide schrieb eine Art Biographie des in die Jahre gekommenen Helden: „Theseus“ (OT Thésée), veröffentlicht im Jahre 1946 (Auszüge bereits 1944).
- Johannes Tralows Roman Aufstand der Männer (1953) behandelt die Sage von Theseus, Ariadne und dem Minotauros als breit angelegtes Abenteuer vor dem Hintergrund der Überwindung der minoischen Vorherrschaft über die griechische Welt. (8. Aufl., Berlin 1997, ISBN 978-3-373-00501-8).
- Fran Ross, Der Roman Oreo erzählt die Geschichte einer schwarzafrikanischen jungen Frau auf der Suche nach ihrem Vater. Die einzelnen Episoden beziehen sich auf die Theseus-Sage.
- In Michel Butors Roman Der Zeitplan, dt. erstmals 1960, neu bei Matthes & Seitz, Berlin 2009, bildet die Theseus-Sage den eigentlichen Hintergrund.
- Der Theseus-Mythos wurde von der englischen Schriftstellerin Mary Renault in zwei historischen Romanen ausgearbeitet:
  - Der König muss sterben (The king must die). Droemer Knaur, München 1993, ISBN 3-426-63017-6.
  - Der Stier aus dem Meer (The bull from the sea). Droemer Knaur, München 1997, ISBN 3-426-63088-5.
- Im Sommernachtstraum von William Shakespeare bildet die Rahmenhandlung der Hof von Athen unter der Herrschaft von Theseus.

## Rezeption in der Musik
- Claudio Monteverdi (1567–1643): Das Lamento d’Arianna aus der Oper L’Arianna (1608) nach einem Libretto von Ottavio Rinuccini (1562–1621) ist der Klagegesang Ariadnes darüber, dass sie von Theseus auf Naxos alleine zurückgelassen wurde.
- Von Jean-Baptiste Lully stammt eine Tragédie en musique mit dem Titel Thésée aus dem Jahr 1675.
- Georg Friedrich Händel hat 1712 Teseo als dritte Oper für London komponiert, eine Oper in fünf Akten
- Hugo von Hofmannsthal und Richard Strauss: Ariadne auf Naxos (1912)
- Patrick Wolf hat diesen Heldenmythos 2003 in dem gleichnamigen Song Theseus verarbeitet.
- Juan María Solare hat 2002 den Song „Meditación de Teseo“ (Meditation des Theseus) nach einem Text des chilenischen Dichters Pedro Lastra komponiert. Das Stück wird auch in einer rein instrumentalen Fassung gespielt.

## Benennung
Der Mount Theseus in der Antarktis ist nach ihm benannt.